# Nome papal

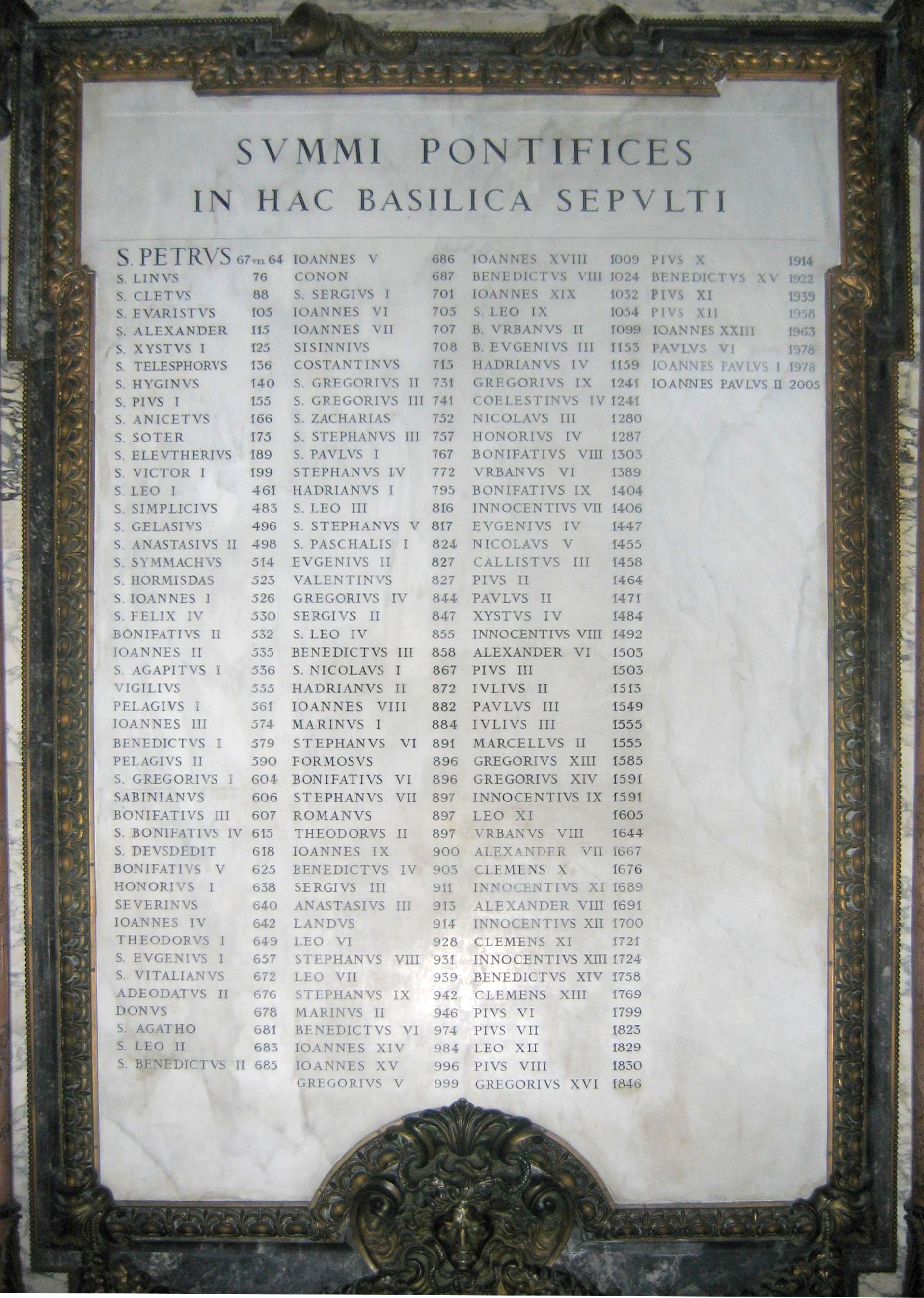
Lista dos papas, com os seus nomes pontifícios, na Cripta Vaticana da Basílica de São Pedro.

O Nome papal ou Nome pontifício é um nome formal utilizado pelos papas durante o seu pontificado, em detrimento do seu nome de batismo. Alguns monarcas desde a Idade Média também possuem um costume semelhante, adotando um nome de reinado. Esse costume remonta ao século VI e possui um importante significado simbólico.

## História
Durante os primeiros séculos da Igreja, os primeiros bispos de Roma, continuaram a usar seus nomes de batismo, após as eleições. O costume de escolher um novo nome começou em 533 com a eleição de Mercúrio, que decidiu que não seria apropriado para um papa portar o nome de um deus pagão romano e decretou que ele deveria ser chamado de João II. Desde o final do século X os papas têm habitualmente escolhido um novo nome durante o seu pontificado, no entanto, até o século XVI alguns pontífices usaram seus nomes de batismo. O último papa a usar seu nome de batismo foi Marcelo II em 1555.

## Simbolismo
O nome do novo papa é visto como um sinal ao mundo de que atitudes e políticas marcarão seu pontificado, como por exemplo, Bento XVI, que possivelmente escolheu o nome Bento em homenagem ao último papa que adotou esse nome, o italiano Giacomo della Chiesa, entre 1914 e 1922, conhecido como o "Papa da paz", Bento XV tentou negociar a paz durante a Primeira Guerra Mundial. Além disso, Bento XVI sempre foi muito ligado espiritualmente ao mosteiro da beneditino de Schotten, perto de Ratisbona, na Baviera.
Nunca houve um Papa Pedro II, sendo que os bispos de Roma eleitos se abstém de escolher este nome, como parte da tradição de somente São Pedro, príncipe dos apóstolos, nomeado pelo próprio Cristo, deve ter essa honra. Isso pode ser observado pelo fato de que muitos papas tinham "Pedro" como seu nome de batismo, mas ao serem eleitos o mudaram, como por exemplo, Pedro Canepanova, que quando foi eleito papa no século X, escolheu o nome de João XIV. Também existe uma lenda, de acordo com algumas interpretações das profecias de São Malaquias, que Pedro II será o suposto nome que adotará o último papa.
Em 1978, o Cardeal Albino Luciani tornou-se o primeiro Papa a ter um nome duplo, ele tomou o nome de João Paulo I, para honrar seus dois antecessores imediatos – os Papas João XXIII e Paulo VI, e sua intenção de aplicar os decretos do Concílio Vaticano II. João Paulo I foi também o primeiro papa em quase 1.100 anos que escolheu um nome papal inédito desde o Papa Lando em 913. Exemplo seguido pelo Papa Francisco, outro nome papal inédito. 
Depois de João Paulo I morrer repentinamente, logo depois de sua eleição, o cardeal polonês Karol Józef Wojtyla foi eleito para o suceder. No intuito de continuar o que João Paulo I havia começado, escolheu o nome João Paulo II.

## A prática corrente
Imediatamente após um novo papa ser eleito no conclave, e aceitar sua eleição, o Decano do Colégio dos Cardeais pergunta: "Com que nome você deve ser chamado?", o novo papa escolhe seu nome pontifício. Em seguida, o Decano aparece na sacada da Basílica de São Pedro para fazer a proclamação Habemus Papam, em que anuncia o nome de batismo e o nome pontifício do novo papa.
| Latim | Tradução portuguesa |
| --- | --- |
| Annuntio vobis gaudium magnum; Habemus Papam: Eminentissimum ac reverendissimum Dominum, Dominum [Nome], Sanctæ Romanæ Ecclesiæ Cardinalem [Sobrenome], Qui sibi nomen imposuit [Nome papal]. | Anuncio-vos uma grande alegria; Temos um Papa: O eminentíssimo e reverendíssimo Senhor, Dom [Nome], Cardeal da Santa Romana Igreja [Sobrenome], Que se impôs o nome de [Nome papal]. |

† A menos que seja impedido, o decano do Colégio de Cardeais pergunta ao papa recém-eleito se ele aceita sua eleição e que nome ele usará. Em 2005, o próprio cardeal Joseph Ratzinger, o reitor, foi eleito papa, então essas perguntas foram feitas pelo vice-decano, cardeal Angelo Sodano.

## Duração de um nome pontifício
Até o momento, o nome com os pontificados mais longos foi Pio com 158 anos, seguido por Gregório com 22 anos de diferença. Aqui está uma série de nomes pontificais com a duração total de seu pontificado.
| # | Nome      | N.° | Duração  | Média   |
| - | --------- | --- | -------- | ------- |
| 1 | Pio       | 12  | 158 anos | 13 anos |
| 2 | Gregório  | 16  | 136 anos | 8 anos  |
| 3 | João      | 23  | 126 anos | 6 anos  |
| 4 | Bento     | 16  | 115 anos | 7 anos  |
| 5 | Inocêncio | 13  | 114 anos | 8 anos  |
| 6 | Leão      | 14  | 100 anos | 7 anos  |
| 7 | Clemente  | 14  | 93 anos  | 6 anos  |

## Frequência
| #   | Nome        | #  | Papas | Notas |
| --- | ----------- | -- | --- | --- |
| 1.  | João        | 21 | I · II · III · IV · V · VI · VII · VIII · IX · X · XI · XII · XIII · XIV · XV · XVI · XVII · XVIII · XIX · XX · XXI · XXII · XXIII · XXIII | Nenhum papa ou antipapa usou o nome João XX. |
| 2.  | Gregório    | 16 | I · II · III · IV · V · VI · VII · VIII · IX · X · XI · XII · XIII · XIV · XV · XVI                                                        | |
| 3.  | Bento       | 15 | I · II · III · IV · V · VI · VII · VIII · IX · X · XI · XII · XIII · XIII · XIV (2) · XIV · XV · XVI                                       | Bento X era um antipapa; dois antipapas tomaram o nome de Bento XIV.                                                                                              |
| 4.  | Clemente    | 14 | I · II · III · IV · V · VI · VII · VIII · IX · X · XI · XII · XIII · XIV                                                                   | |
| 4.  | Leão        | 14 | I · II · III · IV · V · VI · VII · VIII · IX · X · XI · XII · XIII · XIV                                                                   | |
| 5.  | Inocêncio   | 13 | I · II · III · IV · V · VI · VII · VIII · IX · X · XI · XII · XIII                                                                         | |
| 7.  | Pio         | 12 | I · II · III · IV · V · VI · VII · VIII · IX · X · XI · XII                                                                                | |
| 8.  | Estêvão     | 9  | I · II · III · IV · V · VI · VII · VIII · IX                                                                                               | O Estêvão II sucedeu Papa eleito Estêvão (em algumas listas marcadas como Estêvão II), que morreu antes que ele pudesse ser consagrado como bispo.                |
| 9.  | Bonifácio   | 8  | I · II · III · IV · V · VI · VII · VIII · IX                                                                                               | Bonifácio VII era um antipapa |
| 9.  | Urbano      | 8  | I · II · III · IV · V · VI · VII · VIII | |
| 11. | Alexandre   | 7  | I · II · III · IV · V · VI · VII · VIII | Alexandre V era um antipapa |
| 12. | Adriano     | 6  | I · II · III · IV · V · VI | |
| 12. | Paulo       | 6  | I · II · III · IV · V · VI | |
| 14. | Celestino   | 5  | I · II · III · IV · V | |
| 14. | Nicolau     | 5  | I · II · III · IV · V | |
| 14. | Sisto       | 5  | I · II · III · IV · V | |
| 17. | Anastácio   | 4  | I · II · III · IV | |
| 17. | Eugênio     | 4  | I · II · III · IV | |
| 17. | Honório     | 4  | I · II · III · IV | |
| 17. | Sérgio      | 4  | I · II · III · IV | |
| 21. | Calisto     | 3  | I · II · III | |
| 21. | Félix       | 3  | I · II · III · IV · V | Félix II e V eram antipapas |
| 21. | Júlio       | 3  | I · II · III | |
| 21. | Lúcio       | 3  | I · II · III | |
| 21. | Martinho    | 3  | I · II · III · IV · V | Nenhum papa ou antipapa usou os nomes Martinho II ou Martinho III. Marino I e Marino II foram erroneamente considerados como "Martin (nós)", causando a confusão. |
| 21. | Silvestre   | 3  | I · II · III | |
| 21. | Vítor       | 3  | I · II · III | |
| 28. | Adeodato    | 2  | I · II | |
| 28. | Agapito     | 2  | I · II | |
| 28. | Dâmaso      | 2  | I · II | |
| 28. | Gelásio     | 2  | I · II | |
| 28. | João Paulo  | 2  | I · II | |
| 28. | Marcelo     | 2  | I · II | |
| 28. | Marino      | 2  | I · II | |
| 28. | Pascoal     | 2  | I · II · III | Pascoal III era antipapa |
| 28. | Pelágio     | 2  | I · II | |
| 28. | Teodoro     | 2  | I · II | |
| 38. | Agatão      | 1  | | |
| 38. | Anacleto    | 1  | | |
| 38. | Aniceto     | 1  | | |
| 38. | Antero      | 1  | | |
| 38. | Caio        | 1  | | |
| 38. | Cónon       | 1  | | |
| 38. | Constantino | 1  | | |
| 38. | Cornélio    | 1  | | |
| 38. | Dionísio    | 1  | | |
| 38. | Dono        | 1  | | |
| 38. | Eleutério   | 1  | | |
| 38. | Eusébio     | 1  | | |
| 38. | Eutiquiano  | 1  | | |
| 38. | Evaristo    | 1  | | |
| 38. | Fabiano     | 1  | | |
| 38. | Formoso     | 1  | | |
| 38. | Francisco   | 1  | | |
| 38. | Hilário     | 1  | | |
| 38. | Hormisda    | 1  | | |
| 38. | Higino      | 1  | | |
| 38. | Lando       | 1  | | |
| 38. | Libério     | 1  | | |
| 38. | Lino        | 1  | | |
| 38. | Marcelino   | 1  | | |
| 38. | Marcos      | 1  | | |
| 38. | Melquíades  | 1  | | |
| 38. | Pedro       | 1  | | |
| 38. | Ponciano    | 1  | | |
| 38. | Romano      | 1  | | |
| 38. | Sabiniano   | 1  | | |
| 38. | Severino    | 1  | | |
| 38. | Silvério    | 1  | | |
| 38. | Simplício   | 1  | | |
| 38. | Sirício     | 1  | | |
| 38. | Sotero      | 1  | | |
| 38. | Símaco      | 1  | | |
| 38. | Telésforo   | 1  | | |
| 38. | Valentino   | 1  | | |
| 38. | Vigílio     | 1  | | |
| 38. | Vitaliano   | 1  | | |
| 38. | Zacarias    | 1  | | |
| 38. | Zeferino    | 1  | | |
| 38. | Zósimo      | 1  | | |